# CS-220
La CS-220 (Carretera Secundària 220) és una carretera de la Xarxa de Carreteres d'Andorra, que comunica la CG-2 a Encamp amb Els Cortals d'Encamp. També és anomenada Carretera dels Cortals d'Encamp.
Segons la codificació de carreteres d'Andorra aquesta carretera correspon a una Carretera Secundària, és a dir, aquelles carreteres què comuniquen una Carretera General amb un poble o zona.
Aquesta carretera és d'ús local ja què només l'utilitzen los veïns de les poblacions que recorre.
La carretera té en total 8,9 quilòmetres de recorregut.

## Punts d'Interés
- Funicamp: Telecabina d'Encamp
- Església de Sant Felip i Sant Jaume dels Cortals
- Cortals d'Aventura d'Encamp
- Mirador d'Encamp[3]

### Església de Sant Jaume dels Cortals[4]
L'Església de Sant Jaume dels Cortals és una construcció de nova planta, inaugurada l’any 1999, prop del Serrat de Sant Jaume.
Sant Jaume dels Cortals es va projectar de manera que quedés plenament integrada al paisatge. A aquest efecte, un gran finestral la connecta amb la vall dels Cortals. A tan sols 50 metres de la capella hi ha el mirador del Bosc de les Llaus, posició privilegiada des d’on es pot gaudir de la vall d’Encamp. A prop de l'església hi ha l'escultura monumental “Lloc pagà”, de l’artista irlandès Michael Warren.

## Recorregut
- Encamp, CG-2
- Les Pardines
- Els Cortals d'Encamp
- GrandValira

| Tipus de Sortida | Direcció de la sortida | Carretera que hi enllaça | Qm  |
| ---------------- | ---------------------- | ------------------------ | --- |
| CS-220           | Encamp                 | CG-2                     | 0   |
|                  | Les Pardines           | CS-221                   | 2,5 |
|                  | Els Cortals d'Encamp   |                          | 8,9 |